# Сенат Ирландии
Сенад Эрен (ирл. Seanad Éireann, ˈʃan̪ˠəd̪ˠ ˈeːɾʲən̪ˠ, англ. Senate of Ireland) — верхняя палата парламента Ирландии. Сенад Эрен состоит из 60 членов и имеет ограниченные полномочия, не имея права отклонять принятые Дойл Эреном законы. Также в Сенате Ирландии может быть разработан любой законопроект, не касающийся налогообложения, бюджета и государственных расходов. Резиденция размещается в Ленстер-хаусе.

## История

### Палата лордов Ирландии

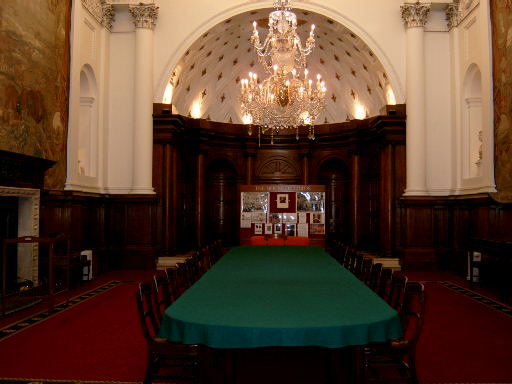
Комната лордов в здании Ирландского парламента

Впервые парламент в Ирландии возник в 1297 году в средневековом зависимом от Англии государственном образовании — Лордстве Ирландии. Среди парламентариев была группа лордов, чья задача была обсуждать, вносить изменения или блокировать законопроекты, разработанные Палатой общин. В дальнейшем эта группа наследственных ирландских пэров стала именоваться Палатой лордов Ирландии. После принятия Акта об унии Великобритании и Ирландии парламент был упразднён и не собирался до 1919 года.

### Южная Ирландия
С провозглашением Ирландской республики в 1919 году её парламент стал однопалатным. Однако с формальным провозглашением британцами Южной Ирландии в 1920 году в структуре её управления был создан Сенат, включавший в себя 64 сенатора из самых разных слоев населения, в том числе архиепископов или епископов как от католической церкви, так и от англиканской Церкви Ирландии, представителей всех провинций, пэров, представителей коммерции, труда, науки и образования, членов Тайного совета Ирландии. Сенат провел всего три заседания, вследствие чего сыграл очень незначительную роль в политической жизни страны, и был заменен новым Сенатом после преобразования Южной Ирландии в Ирландское Свободное государство.

### Ирландское Свободное Государство
С созданием Ирландского Свободного государства в 1922 году его первый Сенат состоял из членов, избранных нижней палатой и назначенных председателем Исполнительного совета, причём занимавший эту должность Уильям Томас Косгрейв преимущественно использовал своё право для введения в совет представителей протестантского меньшинства. В 1925 году были проведены первые и последние всеобщие выборы в Сенат, однако со следующего состава был восстановлен прежний порядок формирования. В 1936 году Сенат из-за разногласий с правительством Имона де Валеры был отменён.

### Республика Ирландия
Сенат в его современном виде был создан в 1937 году, через некоторое время после провозглашения Республики Ирландии.

## Функции
Согласно конституции Ирландии Сенат наделен гораздо меньшими полномочиями, чем Дойл.
- Сенат имеет право разрабатывать законопроекты, не касающиеся налогообложения, бюджета и государственных расходов[4].

- Сенат может вносить изменения в поддержанные нижней палатой парламента законопроекты, не касающиеся налогообложения, бюджета и государственных расходов. В свою очередь Дойл не обязан соглашаться с этими изменениями, но может утвердить их частично или полностью[4].

- Сенат даёт свои рекомендации по поводу законопроектов, касающихся налогообложения, бюджета и государственных расходов. Дойл может принять их во внимание во время утверждения нового закона[4].

## Современный порядок формирования
Сенад Эрен, в отличие от напрямую избираемой нижней палаты, формируется тремя способами:
- 43 сенатора избираются пятью панелями (Административной, Образовательной, Культурной и Хозяйственной, Промышленной и торговой, Трудовой), состоящими из депутатов Дойла, действующих сенаторов и членов местных советов, с целью представления различных элементов общества[4]. Вносить на обсуждение кандидатуры могут только депутаты парламента или специальные «номинирующие советы».
- 3 сенатора избираются преподавательским составом Дублинского университета из числа кандидатур, выдвинутых не менее чем 10 преподавателями[4].
- 3 сенатора избираются преподавательским составом Национального университета Ирландии из числа кандидатур, выдвинутых не менее чем 10 преподавателями[4].
- 11 сенаторов назначаются премьер-министром[4].

Сенад Эрен должен быть избран не позднее чем через 30 дней после проведения выборов в Дойл Эрен. Избрание происходит по пропорциональной системе единого переходного голоса. Сенатором может быть избран любой гражданин Ирландии, достигший 21 года и не являющийся депутатом Дойла.
В случае, если сенатор прекращает свои обязанности с отставкой или смертью, довыборы осуществляются Парламентом Ирландии.

## Состав действующего Сената
В данный момент в Ирландии работает Сенат 26-го созыва. Последние выборы прошли 30—31 марта 2020 года.

### Должности

#### Спикер
Спикером Сената с 2020 по 2022 год являлся Марк Дейли, представитель партии Фианна Файл. С 2022 года спикером является Джэрри Баттимер, представитель партии Фианна Файл.

#### Лидер Сената
Лидером сената в 2020 году стала бывший министр по делам занятости и социальной защиты, член партии Фине Гэл — Регина Доэрти.

## Известные сенаторы
- Дуглас Хайд (1860—1949) — первый президент Ирландии.
- Мэри Робинсон — седьмой президент Ирландии (первая женщина-президент).
- Гаррет Фицджеральд (1926—2011) — будущий премьер-министр Ирландии.
- Уильям Батлер Йейтс (1865—1939) — ирландский англоязычный поэт и драматург.
- Брайан Фрил (1929—2015) — ирландский писатель и драматург.
- Дэвид Норрис — действующий сенатор, ирландский правозащитник, кандидат в президенты Ирландии на выборах 2011 года.